# Нератовице
Нератовице (чеш. Neratovice) су град у Чешкој Републици, у оквиру историјске покрајине Бохемије. Нератовице су значајан град у оквиру управне јединице Средњочешки крај и једно од већих насеља округа Мјелњик.
Град Нератовице су данас велико предграђе Прага.

## Географија
Нератовице се налазе у средишњем делу Чешке републике. Град је удаљен од свега 30 km северно од главног града Прага.
Град Нератовице је смештен у области средишње Бохемије, на реци Лаби. Надморска висина града је око 160 m. Град је долинском подручју реке, а јужно од града издиже се Чехоморавско побрђе.

## Историја
Подручје Нератовица било је насељено још у доба праисторије. Насеље под данашњим називом први пут се у писаним документима спомиње 1227. године. Међутим, све до касног 19. века насеље је било село. Развој и ширење оближњег Прага довели до наглог раста града у псоледњих 150 година. Насеље тек 1908. године добило градска права, а у наредним деценијама ширењем је обухватило неколико оближњих села.
Године 1919. Нератовице су постале део новоосноване Чехословачке. У време комунизма град је нагло индустријализован (хемијска индустрија). После осамостаљења Чешке дошло је до опадања активности тешке индустрије и до проблема са преструктурирањем привреде.

## Становништво
Нератовице данас имају око 16.000 становника и последњих година број становника у граду стагнира. Поред Чеха у граду живе и Словаци и Роми.

## Галерија
- Градска железничка станица
- Стара брана на Лаби у Нератовицама

## Партнерски градови
- Радеберг